# Juan José Elhuyar
Juan José Elhuyar Lubize (15. června 1754 Logroño – 20. září 1796 Santafé de Bogotá) byl španělský chemik a mineralog. V roce 1783 se mu spolu s bratrem Faustem Elhuyarem podařilo poprvé izolovat wolfram, z minerálu wolframitu.
Narodil se v Logroño na severu Španělska. Zemřel ve věku 42 let v Santafé de Bogotá v tehdejším Místokrálovství Nová Granada, dnešní Kolumbie.